# Microcalcarifera leptobrya
Microcalcarifera leptobrya är en fjärilsart som beskrevs av Turner 1939. Microcalcarifera leptobrya ingår i släktet Microcalcarifera och familjen mätare. Inga underarter finns listade i Catalogue of Life.